# إبراهيم بن صالح العباسي
إبراهيم بن صالح بن علي بن عبد الله بن العباس العباسي. والي مصر في زمن الخلافة العباسية، ولاه الخليفة المهدي (158 – 169هـ). ولاية مصر في محرم 165هـ / أغسطس 781م وعزله المهدي وصرف عنها في ذي الحجة 167هـ / يوليو 784م. تولى ولاية مصر للمرة الثانية في عهد هارون الرشيد في جمادى الأولى 176هـ / أغسطس 792م وتوفى وهو واليها في شعبان 176هـ / نوفمبر 792م.

## حياته
ينتمي إبراهيم بن صالح إلى الأسرة العباسية التي حكمت العالم الإسلامي بعد سقوط دولة الأمويين سنة 132هـ. قدم إلى مصر سنة 165هـ. وظل يتولى خراج وصلاة مصر طيلة ثلاث سنوات من 165 – 168هـ. اشتهر بداره العظمى في الفسطاط في منطقة الموقف، وكانت هذه الدار تعرف في أيامه بدار عبد العزيز، وتعتبر منطقة الموقف إحدى أشهر مناطق الفسطاط الأرستقراطية آنذاك.

## حكمه
كان إبراهيم بن صالح أمير الشام للمهدي ثم أمير مصر لهارون الرشيد وزوجه بأخته وهو أخو عبد الملك. قيل مرض إبراهيم فقال الرشيد لجبريل الطبيب ما ابطأك قال تشاغلت بإبراهيم لأنه يموت فبكى وجزع ولم يأكل فقال جعفر هذا أعلم بطب الروم وابن بهلة أعلم بطب الهند فبعث بابن بهلة فرجع وقال إنه لايموت في علته فأكل الرشيد وسكن فلما أمسوا جاءه الموت فبكى الرشيد فأتاه ابن بهلة وقال إنه لم يمت فدخل الرشيد معه قال فنخسه بمسلة تحت ظفره فحرك يده شيئا ثم أمر بنزع الكفن عنه ودعا بمنفاخ وكندس فنفخ في أنفه فعطس وفتح عينيه فرأى الرشيد فأخذ يده فقبلها فقال كيف حالك قال كنت في ألذ نومة فعض شيء أصبعي فآلمني وعوفي ثم زوجه بأخته عباسة وولاه مصر وبها مات فكان يقال رجل مات ببغداد ومات ودفن بمصر مات سنة 176هـ في شعبان وله عدة إخوة أمراء سادة قادة قل أن يتفق إخوة مثلهم في الجلالة والسؤدد وهم إسماعيل وعبد الوهاب وعبد الله وعبد الملك والفضل .

### خلعه عن الحكم
يورد ابن تغري بردي رواية عن أبي المظفر في تاريخه «مرآة الزمان» أنه «عندما بلغ الرشيد أن موسى بن عيسى يريد الخروج عليه؛ ولَّى عمر بن مهران كاتب الخيزران على مصر، ولكن ابن تغري بردي يعلق بأن أحداً من المؤرخين لم يذكر عمر بن مهران في أمراء مصر، والمرجح أن موسى بن عيسى عُزل بإبراهيم بن صالح العباسي، ولعل الرشيد لم يرسل عمر هذا إلا لنكاية موسى، ثم أقر الرشيد إبراهيم بعد خروج المذكور من بغداد، وكانت ولاية عمر على مصر شبه الاستخلاف من إبراهيم بن صالح؛ ولهذا أبطأ إبراهيم ابن صالح عن الحضور إلى الديار المصرية بعد ولايته مصر، «أو كانت ولاية عمر بن مهران على خراج مصر وإبراهيم على الصلاة وهو أوجه من الأول».
وفي عصره اندلعت حركة تمرد قوية من قبل بقايا البيت الأموي في مصر، وقد قاد هذه الحركة دحية بن مصعب بن الأصبع أحد أحفاد عبد العزيز بن مروان، ويبدو أنها كانت حركة قوية منظمة. وقد دعا دحية لنفسه بالخلافة وخرج بالصعيد وملك معظمه وعظم أمره، وقد أوجس المهدي الخليفة العباسي ببغداد تقاعساً من واليه على مصر إبراهيم بن صالح فأصدر قرار بعزله من ولاية مصر.